# Dữ liệu chuyển mạch tốc độ cao
High-Speed Circuit-Switched Data (HSCSD), phiên bản mở rộng của mạch chuyển dữ liệu CSD (Circuit Switched Data), chính là cơ chế chuyền dữ liệu của mạng GSM. Có thể nói CSD là GSM thường, còn HSCSD là GSM mở rộng. HSCSD có tốc độ nhanh gấp 4 lần GSM, đạt tới 38.4kbps nhưng thường thì chỉ đạt tốc độ thấp hơn phụ thuộc vào đường truyền vô tuyến do nhà mạng cung cấp.

## Đặc điểm
Với CSD, cấp phát kênh được thực hiện trong chế độ chuyển mạch. Sự khác biệt với HSCSD là từ việc sử dụng các phương thức mã hóa (kết hợp/hoặc) trong chế độ đa phân chia mã theo thời gian để gia tăng tốc độ tải dữ liệu.
Một trong những cải tiến khác trong HSCSD là khả năng sử dụng khe thời gian nhiều cùng một lúc. Sử dụng tối đa là bốn khe thời gian, nó có thể cung cấp tốc độ truyền tải tối đa tăng lên đến 57,6 kbit/s (tức là, 4 × 14,4 kbit/s) và ngay cả trong điều kiện truyền phát xấu nơi mà một mức cao hơn của việc sửa lỗi cần dùng đến, vẫn có thể cung cấp tốc độ tăng bốn lần so với CSD (38,4 kbit/s so với 9,6 kbit/s). Bằng cách kết hợp đến tám khe thời gian GSM công suất có thể được tăng lên đến 115 kbit/s.

## Phương thức kết nối
Thay vì một khe thời gian, một máy di động có thể sử dụng vài khe thời gian để kết nối dữ liệu. Trong các ứng dụng thương mại hiện nay, thông thường sử dụng tối đa 4 khe thời gian, một khe thời gian có thể sử dụng hoặc tốc độ 9,6kbit/s hoặc 14,4kbit/s. Đây là cách không tốn kém nhằm tăng dung lượng dữ liệu chỉ bằng cách nâng cấp phần mềm của mạng (dĩ nhiên là cả các máy tương thích HSCSD). 
Nhưng nhược điểm lớn nhất của nó là cách sử dụng tài nguyên vô tuyến. Bởi đây là hình thức chuyển mạch kênh, HSCSD chỉ định việc sử dụng các khe thời gian một cách liên tục, thậm chí ngay cả khi không có tín hiệu trên đường truyền.